# Václav Jindřich Veit
Václav Jindřich Veit conegut en alemany com Wenzel Heinrich Veit (19 de gener de 1806, Řepnice, ara part de Libochovany - Litoměřice, 16 de febrer de 1864) fou un compositor, copista, pianista i advocat txec. Fou director del Col·legi d'Organistes de Litoměřice i va compondre sis quartets, i cinc quintets per a instruments de corda; un trio per a piano i arc; una simfonia; una obertura; Missa Solemnis i diversos quartets per a veus d'homes.